# Tigna favosa
La tigna favosa è una dermatomicosi, appartenente alla famiglia delle tigne che colpisce il cuoio capelluto, ma può anche insediarsi sulla pelle e sulle unghie.
È responsabile della malattia il Trichophyton schoenleinii. Colpisce soprattutto i bambini e gli adolescenti, ma, a differenza di altre tigne, non regredisce alla pubertà e può colpire anche gli adulti. Il contagio avviene per contatto diretto o indiretto.
Provoca la rottura del capello e la distruzione del bulbo pilifero, con conseguente alopecia permanente.
La malattia si manifesta con piccole chiazze eritematose e squamose, sostituite successivamente da una crosta giallastra (scotulo) da cui escono pochi capelli decolorati. Lo scotulo è rotondo e a forma di cupola, sollevato dalla pelle di 2-3 mm. È costituito dalla massa dei filamenti che il fungo forma attorno all'ostio follicolare, dopo aver invaso il pelo in profondità fino al bulbo. Lo scotulo tende ad ingrandirsi, ma non raggiunge mai i 2 cm di diametro, ma le lesioni possono confluire, formando placche molto estese.

## Terapia
La terapia è farmacologica con antimicotici da utilizzarsi localmente e per via orale.